# Казимир II (герцог Померании)
Казимир II (ок. 1180—1219/1220) — герцог Померанский (1187—1211), Щецинский (1187—1211) и Демминский (1211—1219).

## Биография
Представитель династии Грифичей. Младший сын герцога Померании и Щецина Богуслава I и польской принцессы Анастасии, дочери князя Мешко III Старого.
В 1187 году после смерти Богуслава I его сыновья Богуслав II и Казимир II стали новыми герцогами Померании-Щецина. Однако из-за малолетства братьев реальной властью первоначально обладал каштелян щецинский Вартислав II Светоборович (ум. 1196), а через два года, князь руянский Яромар I, назначенный датским королём Кнудом VI. Впервые Казимир поименно упоминается в документе своей матери примерно в 1192 году.
Казимир II Померанский был сторонником укрепления отношений с Польским королевством. В 1205 году во время нападения датчан на Померанию на сторону Казимира Померанского вступил его кузен по материнской линии, великопольский князь Владислав III Тонконогий. Позднее великопольский князь встретился с датским королём Вальдемаром II, решив с ним спорные вопросы и согласовав зоны влияния в Померании. В 1207 году архиепископ гнезненский Генрих Кетлич получил папскую буллу о подчинении Камминского епископства Гнезно.
В 1211 году после разделения Померанского княжества между братьями Казимир II получил во владение часть территории со столицей в Деммине, а его старший брат Богуслав II — вторую половину Померании с резиденцией в Щецине. Некоторыми землями братья управляли совместно.
В 1211 году Казимир II женился на Ингарде, дочери датского сановника. Это с одной стороны способствовало ослаблению набегов датчан, а с другой стороны привело к интенсивности нападений со стороны Бранденбургского маркграфства. В 1214 году бранденбуржцы вторглись в Померанию и захватили город Щецин, который был отбит при помощи датчан. Император Священной Римской империи Оттон IV признал верховную власть Дании над Западной Померанией. В 1205 году датчане захватили и разрушили город Деммин, объявленный приданым Ингарды. Это совпало с переходом этой территории под власть Казимира II и избрания им Деммина своей резиденцией.
В 1214 году братья Богуслав II и Казимир II подписывали документы, в которых именовали себя «принцами Славянскими и герцогами Померанскими». Первые самостоятельные документы, касающиеся герцогства Демминского, относятся к 1215 году. В них Казимир выступает как «герцог Померский и принц Лютичский».
В 1217 году герцог Казимир II Померанский участвовал в Пятом крестовом походе в Палестину. Во главе значительной части поморского рыцарства Казимир отправился в крестовый поход. Поморская флотилия соединилась с отрядами крестоносцев из Фризии, Скандинавии, архиепископств Кёльна и Бремена в конце мая 1217 года у берегов Голландии. Крестоносцы прибыли в Святую Землю весной 1218 года. Казимир Померанский участвовал в осаде и взятии крепости Дамиетта, а затем в обороне этой крепости в 1219 году. Во второй половине 1219 года герцог Казимир Померанский вернулся из крестового похода на родину.

## Семья
Казимир II был женат на Ингарде, которую считали иногда дочерью короля Дании Вальдемара I и его сына Кнуда VI. По мнению польского историка Эдварда Римара она была дочерью датского сановника Эсберна и Елены (дочери шведского ярла Гутторма). Супруги имели двух детей:
- Елизавета (ок. 1210 — ок. 1222)
- Вартислав III (ок. 1211—1264), герцог Померании-Деммина (1219—1264).